# Brasileia (tiểu vùng)
Brasileia là một tiểu vùng thuộc bang Acre, Brasil. Tiều vùng này có diện tích 14122 km², dân số năm 2007 là 43481 người.